# Purmerend
Purmerend – miasto i gmina w zachodniej Holandii (prowincja Holandia Północna). Liczy ok. 78 tys. mieszkańców (2008).